# Kołowy Wóz Rozpoznania Skażeń
Kołowy Wóz Rozpoznania Skażeń (Rosomak WRS) – prototyp polskiego kołowego transportera opancerzonego zaprojektowanego przez: Rosomak SA , WB Electronics S.A., Wojskowy Instytut Chemii i Radiometrii oraz Wojskowe Zakłady Łączności Nr 2 S.A. 

## Historia
7 września 2021 podczas kieleckich targów MSPO, została podpisana umowa pomiędzy Inspektoratem Uzbrojenia a konsorcjum w składzie: Rosomak S.A. (lider), WB Electronics S.A., Wojskowy Instytut Chemii i Radiometrii oraz Wojskowe Zakłady Łączności Nr 2 S.A. na wykonanie w latach 2021-2027 pracy rozwojowej i prototypu, oraz dostawy w latach 2028-2029 kołowych transporterów opancerzonych w wersji rozpoznania skażeń w ilości 10 pojazdów.

## Przeznaczenie
Pojazdy będą służyły do wykrywania oraz rozpoznania skażeń chemicznych i promieniotwórczych podczas marszu i na postoju, a także mają umożliwiać wykrywanie i monitorowanie skażeń biologicznych wybranych patogenów chorobotwórczych w czasie postoju. Mają zapewnić możliwość przesyłania meldunków z rozpoznania skażeń poprzez techniczne środki łączności transportera niezależnie od pory roku, doby oraz warunków atmosferycznych. Przeznaczone na wyposażenie drużyn rozpoznania skażeń, które znajdują się w składzie plutonów chemicznych brygad, a w dalszej perspektywie przewiduje się możliwość ich wykorzystania na poziomie plutonów oraz kompanii rozpoznania skażeń wyższych szczebli organizacyjnych wojsk chemicznych.

## Konstrukcja
Pojazd został zaprojektowany na zmodernizowanym podstawowym podwoziu KTO Rosomak 8x8. Możliwości trakcyjne mają być analogiczne jak w wersji bazowej. W 2023 ustalono konfigurację pojazdu i rozpoczęto kompletowanie prototypu. 

## Wyposażenie
- pokładowe specjalistyczne wyposażenie rozpoznania skażeń: biologicznych, chemicznych i promieniotwórczych wraz z systemem do pobierania próbek spoza pojazdu,
- zewnętrzne-przenośne wyposażenie rozpoznania skażeń chemicznych i promieniotwórczych,
- zestaw do wykrywania skażeń biologicznych,
- wyposażenie ratunkowe,
- zestaw odkażający,
- wyposażenie do przyrządzania posiłków,
- indywidualne filtry wody i zbiorniki na zapas wody pitnej[4].

## Uzbrojenie
Uzbrojenie będzie stanowił zdalnie sterowany moduł uzbrojenia ZSMU 1276 A3B z wielkokalibrowym karabinem maszynowym 12,7 mm, system samoobrony Obra-3, oraz zespół 12 wyrzutni 81 mm granatów dymnych.